# Walter Scholger
Walter Scholger (* 9. November 1934 in Graz; † 14. März 2016 ebenda) war ein österreichischer Politiker (SPÖ) und Magistratsbeamter. Scholger war von 1984 bis 1986 sowie von 1993 bis 1994 Abgeordneter zum Österreichischen Nationalrat.
Scholger besuchte nach der Pflichtschule die Berufsschule und erlernte den Beruf des Elektroinstallateurs. Er trat 1958 in den Dienst des Magistrats der Stadt Graz und arbeitete für die Stadtwerke, wobei er Betriebsratsobmann und Zentralbetriebsratsobmann der Grazer Stadtwerke wurde. Er wirkte zudem ab 1974 als Kammerrat der Kammer für Arbeiter und Angestellte in der Steiermark und hatte verschiedene Funktionen in der Gewerkschaft der Gemeindebediensteten inne. Zudem war er ab 1986 Vorsitzender der Kontrolle des ÖGB Graz und Umgebung. Scholger vertrat die SPÖ vom 21. Jänner 1984 bis zum 16. Dezember 1986 sowie vom 24. März 1993 bis zum 6. November 1994 im Nationalrat.